# Thrixspermum clavilobum
Thrixspermum clavilobum är en orkidéart som beskrevs av Johannes Jacobus Smith. Thrixspermum clavilobum ingår i släktet Thrixspermum och familjen orkidéer. Inga underarter finns listade i Catalogue of Life.